# 平邑县
平邑县位于中国山东省南部，是临沂市所辖的一个县。縣人民政府駐平邑街道。

## 历史
西汉置南武阳县、南城县，分属泰山郡、东海郡，并一度置平邑侯国、南城侯国。新莽时，废南城侯国复置南城县，废平邑侯国和南武阳县改置桓宣县。东汉撤桓宣县复称南武阳县。南朝宋改南武阳县为武阳县。北齐时，撤南城县并入武阳县。隋开皇十八年（598年）改武阳县为颛臾县。唐貞觀元年（627年）撤颛臾县并入费县。
1940年6月，中共山东分局以费县境内西部毗临公路为界，路南置费南县。1946年4月16日改称平邑县，隶属鲁南行署第一专署。

## 人口
根据(山东省)临沂市第七次全国人口普查公报显示平邑县常住人口为892276人，男性人口占比50.82%，女性人口占比49.18%。

## 行政区划

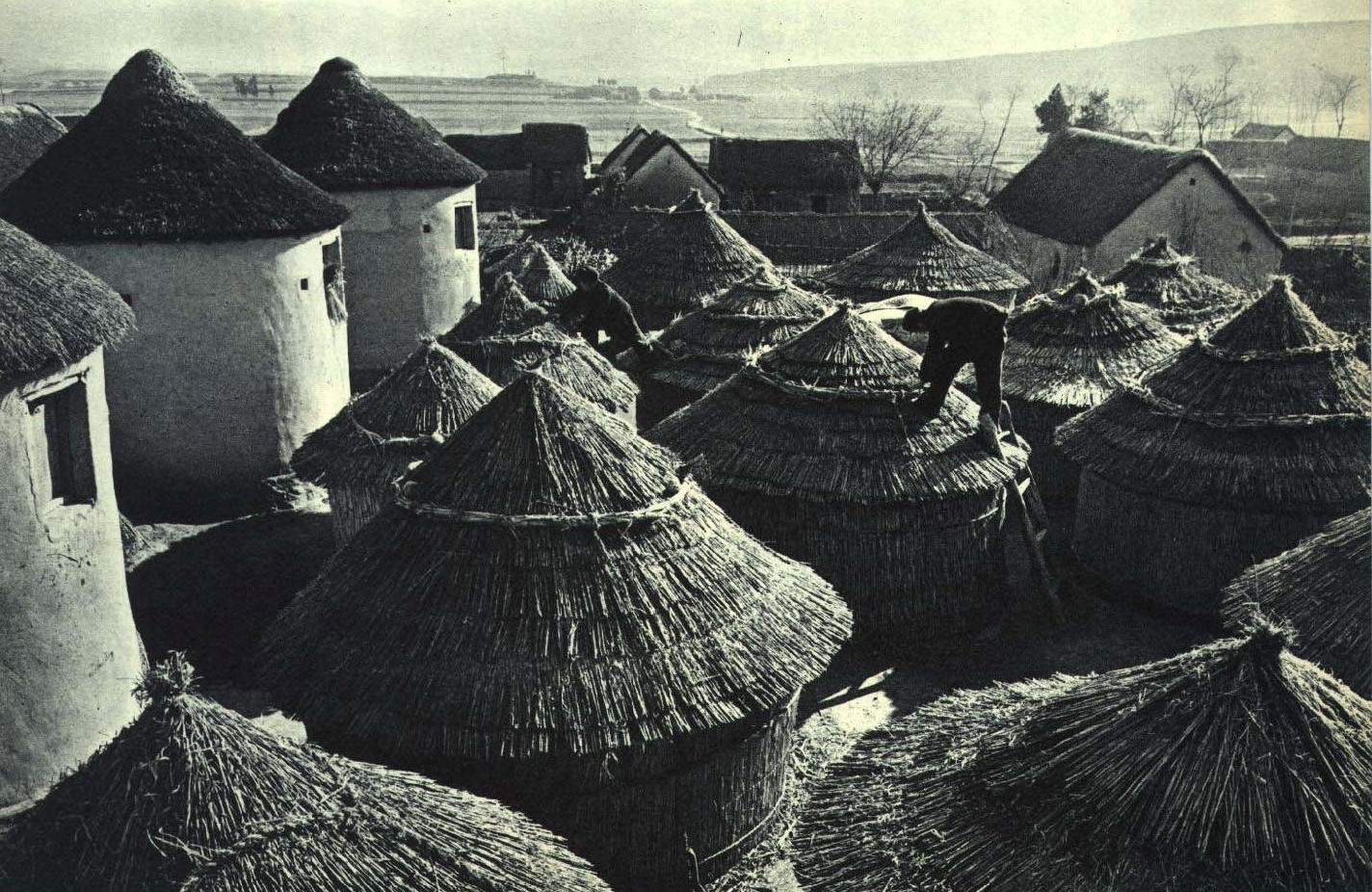
1963年平邑县北林人民公社粮仓

平邑县下辖1个街道办事处、13个镇：
平邑街道、仲村镇、武台镇、保太镇、柏林镇、卞桥镇、地方镇、铜石镇、温水镇、流峪镇、郑城镇、白彦镇、临涧镇和丰阳镇。

## 交通
- 327国道过境。

## 资源
平邑县已探明的矿产有21中，其中储量较大的有“三石一金”即花岗石储量22亿立方米，被国家命名为“中国花岗石之乡”。平邑县是金银花的主产地，年产量达400万公斤，占全国总产量的60%，被国家命名为“中国金银花之乡”。

## 旅游
- 蒙山风景区：古称东蒙、东山，位于该县卞桥镇。面积1125平方公里，素有“九州之巨镇，巍然敦大观”之盛誉，以雄伟瑰丽名扬华夏，现为国家5A级旅游景区。主峰龟蒙顶雄峙于平邑县境内，海拔1156米，为山东省第二高峰，它秀出云表，耸翠天际，因状如神龟伏卧云端而得名。

## 教育
全县共有幼儿园 347 所，在园幼儿数4.50万人；小学145所，在校学生8.54万人；初中26所（初级中学20所，九年一贯制 6 所），高中4所（完全中学2所，高级中学1所，十二年一贯制1所），在校学生分别为3.50万人和1.61万人；特殊教育学校1所，在校学生236人；中等职业学校2所，在校学生0.80万人。全县学龄儿童入园率96%，小学和初中巩固率分别是 100%、99.63%。

## 名人
Category: 平邑人